# Ectobius minutus
Ectobius minutus är en kackerlacksart som beskrevs av Failla och Andre Messina 1978. Ectobius minutus ingår i släktet Ectobius och familjen småkackerlackor.
Artens utbredningsområde är Italien. Inga underarter finns listade i Catalogue of Life.